# Ualabi de cua ungulada
Els ualabis de cua ungulada (Onychogalea) són tres espècies de macròpodes originàries d'Austràlia. Es caracteritzen per l'esperó corni que tenen a l'extrem de la cua i avui en dia generalment són molt rars. Només una espècie (el ualabi de cua ungulada septentrional) ha passat indemne la colonització europea: el ualabi de cua ungulada de mitja lluna s'ha extingit i el ualabi de cua ungulada de brides està seriosament amenaçat. Els ualabis de cua ungulada són més petits que la majoria d'altres ualabis.
N'hi ha tres espècies:
- Ualabi de cua ungulada de brides, Onychogalea fraenata
- Ualabi de cua ungulada septentrional, Onychogalea unguifera
- Ualabi de cua ungulada de mitja lluna, Onychogalea lunata †